# Atlit (stacja kolejowa)
Atlit (hebr.: עתלית) – Stacja kolejowa w Atlit, w Izraelu. Jest obsługiwana przez Rakewet Jisra’el.
Stacja znajduje się w zachodniej części wioski Atlit. Dworzec jest przystosowany dla osób niepełnosprawnych.

## Połączenia
Pociągi z Atlit jadą do Hajfy, Naharijji, Tel Awiwu, Modi’in, Rechowot.